# Disulfure de zirconium
Le disulfure de zirconium, ou sulfure de zirconium(IV), est un composé chimique de formule ZrS2. Il s'agit d'un solide brun violacé cristallisé dans le système trigonal selon le groupe d'espace P3m1 (no 164) avec pour paramètres a = 369 pm et c = 661 pm.
On l'obtient en chauffant du soufre avec du zirconium métallique. Il peut être purifié par transport chimique (en) à l'iode.